# 劉爾牧
劉爾牧（1525年—1567年），字成卿，號堯麓，山東兗州府東平州人，民籍，明朝政治人物。

## 生平
嘉靖二十二年（1543年）癸卯科山東鄉試第二十五名舉人。嘉靖二十三年（1544年）中式甲辰科會試第二百四十三名，登第二甲第八十二名進士。授户部主事，理辽东军饷，后官至户部山西司郎中，兼摄广西司事，受到尚書方钝器重。因得罪御史何廷钰，三十三年三月被其弹劾，被廷杖百，黜为民，罢免归乡。隆慶元年卒，年四十三。

## 著有
有《使遼集》、《使楚奏議》、《分曹奏議》、《分類百家小说》、《星命鉤玄》、《诗文類稿》。

## 家族
曾祖劉海，贈兵部左侍郎兼右副都御史；祖父劉恩，封大理寺左寺丞 贈左侍郎兼右副都御史；父劉源清，通議大夫兵部左侍郎兼都察院右副都御史。嫡母李氏（封淑人）；生母張氏。严侍下。兄刘尔耕，官生。弟刘尔仆、刘尔卜。子劉國楨，授户部照磨，遷上林監丞，再擢中軍都督府經歷。